# Großadmiralstab
Großadmiralstab (Duits voor: Grootadmiraalsstaf) is een staf, die door een Grootadmiraal als teken van waardigheid en insigne gedragen werd. Deze is vergelijkbaar met de maarschalkstaf.

## Het ontstaan
Op het verzoek van de Kaiserliche Marine in 1900, werd de rang van Großadmiral gecreëerd. Deze rang werd door keizer Wilhelm II van Duitsland aangenomen. De rang was gelijk aan die van een generaal-veldmaarschalk (Generalfeldmarschall) in de Deutsches Heer.
In het Derde Rijk werd deze rang weer opnieuw ingevoerd.
De grootadmiraalsstaf werd alleen bij bijzondere gelegenheden gedragen, tijdens de dagelijkse dienst werd de Interimsstab gedragen.

## Grootadmiraalsstaf in de Kaiserliche Marine
De grootadmiraalsstaf was met rood fluweel overtrokken. Op het fluweel lagen aaneen gesloten velden versierd met rijksadelaar met kroon, keizerskroon, keizerskroon met een anker in het goudgeel. Op het uiteinde zat een rijksadelaar met een keizerskroon dan wel met het opschrift "W.II" met een keizerskroon daaroverheen.

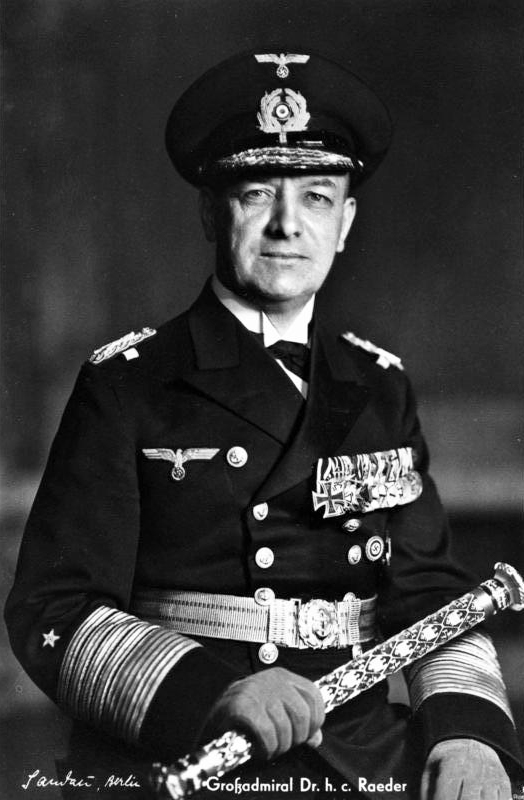
Grootadmiraal Erich Raeder met zijn grootadmiraalsstaf.

## Grootadmiraalsstaf in de Tweede Wereldoorlog
De staf van Erich Raeder leek op de grootadmiraalsstaven van de Kaiserliche Marine. Maar had geen keizerskronen en had het opschrift "W.II" en een IJzeren Kruis. Deze staf was ook overtrokken met blauw fluweel.
De staf voor Karl Dönitz lijkt niet op een van de voorgaande grootadmiraalsstaven, het lijkt op de maarschalkstaf van de Heer. Het is met blauw fluweel overtrokken en versierd met Wehrmachtsadelaars, ankers en het IJzeren Kruizen. Op het uiteinde werd een adelaar met gespreide vleugels met een swastika en daaronder een U-Boot gezet.
Deze staf bevindt zicht nu in het Shropshire Regimental Museum (Shrewsbury, Engeland) en kan bezichtigd worden.

## De Interimsstab
De Interimsstab had zowel in het Keizerrijk als in het Derde Rijk de vorm van een verrekijker.